# フロイド・K・リヒトマイヤー
フロイド・カーカー・リヒトマイヤー (Floyd Karker Richtmyer, 1881年10月12日 - 1939年11月7日) は、アメリカの物理学者・教育者。

## 経歴
ニューヨーク州スカハリー郡のコブレスキル、ニューヨークの農村地域で生まれた。
コーネル大学でパーリ・ナッティングとともに学んだ。2人ともエドワード・ニコルズの生徒であった。1904年に学士、1910年にPh.D.を取得した。ドレクセル大学で物理学を教えていたが、コーネル大学へ講師として戻り、現役中はずっとそこに残った。1911年にアシスタント・プロフェッサー、1918年に正教授となり、1931年には研究科長となった。カリフォルニア大学バークレー校、スタンフォード大学、コロンビア大学の夏期講座も担当していた。
1917年、新たにアメリカ工学会のジャーナル(JOSA)が始まると、リヒトマイヤーは第1回の1ページ目に"Opportunities for Research"という題の記事を書いている。1918,19年にアメリカ光学会の副会長を務め1920年に会長を務めた。1928年に非常に有名な教科書Introduction to Modern Physicsを出版した(のちの版はE・H・ケナード、T・ラウリスン、ジョン・N・カッパーとともに書いている)。1933年にポウル・フットよりJOSAの編集長を引き継ぐと亡くなるまでその職に当たった。JOSAには11個のジャーナルを投稿しているが、大部分が1922年から1929年に書かれたものである。
彼の息子であるロバート・デイビス・リヒトマイヤーも物理学者であり数学者である。娘に夫にジョン・Ｔ・マンを持つサラ・Ｒ・リヒトマイヤー、もう1人の息子にローソン・E・リヒトマイヤーがいる。1929年にX線の研究によりフランクリン研究所よりルイス・Ｅ・レビーメダルを授与された。
冠動脈血栓症により1939年11月7日に死去した。死後、彼が援助をしていたアメリカ物理学教員協会はリヒトマイヤー記念賞を設立した。これは自らの分野で教師として突出した貢献をした教育者に対して毎年贈られる賞である。物理学において重要な現在の研究を生み出した者だけではなく、学生や他の教育者とのコミュニケーションによってその分野の人へ情報や動機を与えた人々に授与される。受賞者はリヒトマイヤー・記念講義を行う。